# Campoletis agilis
Campoletis agilis är en stekelart som först beskrevs av Holmgren 1860.  Campoletis agilis ingår i släktet Campoletis och familjen brokparasitsteklar. Arten är reproducerande i Sverige. Inga underarter finns listade.